# Ailuroedus crassirostris
Ailuroedus crassirostris е вид птица от семейство Ptilonorhynchidae. Видът е незастрашен от изчезване.

## Разпространение
Разпространен е в Австралия.